# Ionona
Les ionones són un conjunt de substàncies químiques estretament relacionades que formen part d’un grup de compostos coneguts com a cetones de rosa, que també inclou les damascones i les damascenones. Les ionones són compostos aromàtics que es troben en una gran varietat d'olis essencials, inclòs l’oli de rosa. La β-ionona contribueix significativament a l'aroma de les roses, malgrat la seva concentració relativament baixa, i és una substància química important que s'utilitza en perfumeria. Les ionones es deriven de la degradació dels carotenoides.
La combinació d’α-ionona i β-ionona és característica de l’olor de les violetes i s'utilitza amb altres components en perfumeria i aromatitzants per recrear-ne l’olor.

## Síntesi orgànica
La ionona es pot sintetitzar a partir de citral i acetona, emprant òxid de calci com a catalitzador heterogeni bàsic, i serveix com a exemple de condensació aldòlica seguida d'una reacció de reordenació.
L'addició nucleòfila del carbanió 3 de l’acetona 1 al grup carbonil del citral 4 està catalitzada per una base. El producte de condensació aldòlica 5 elimina l'aigua a través de l'ió enolat 6 per formar pseudoionona 7.
La reacció es produeix per catàlisi àcida on s'obre el doble enllaç a 7 per formar el carbocatió 8. Segueix una reacció de reordenament del carbocatió amb el tancament de l’anell a 9. Finalment, un àtom d’hidrogen es pot extreure de 9 mitjançant una molècula acceptora (Y) per formar ja sigui 10 (sistema conjugat estès) o 11.